# 手段目標分析
手段目標分析（しゅだんもくひょうぶんせき、Means-Ends Analysis、MEA）とは、人工知能 (AI) の技法の一種で、問題解決プログラムでの検索制御技法を意味する。
また、創造性ツールとして1950年代から使われている技法であり、特に工学書で設計手法として言及されることが多い。手段目標解析とも。

## 検索としての問題解決
AI で研究されている知的振る舞いの重要な観点として「目標ベース」の問題解決がある。これは、望ましい目標へと導く一連の「行動」を見つけ出すことと問題の解法が等価であるようなフレームワークである。目標探索システムは、環境からの情報を受け取る入力（感覚）チャネルと環境へ情報を送る出力（駆動）チャネルによって外界と接続されている。さらに、外界の状態に関する入力情報や行動に関する出力情報を格納する何らかのメモリを持つ。目標達成能力は、特定の状態変化と特定の行動を結びつける方法に依存する。探索とは、ある状態から目的の状態への変化をもたらす一連の行動を発見し組み立てるプロセスである。

## 動作原理
MEA の技法は問題解決における探索制御の戦略である。現在状態と目標状態があるとき、両者の「差」を縮小する行動を選択する。その行動は現在状態に対して実行され、新たな状態を生む。このプロセスが繰り返し行われ、目標状態が現在状態となるまで続けられる。
MEA を効率的に行うためには、目標探索システムは検出可能な差異に従ってその差異を縮小する適切な行動を関連付ける方法を持たなければならない。また、行動が失敗して代替案を実行する場合もあることを考慮し、進捗状況（実際の状態と目標状態との差異の変化）を把握する手段も持たなければならない。
知識を使って差異の重要度を決定できるなら、最初に最も重要な差異を選択する。それにより力尽くの探索戦略よりもMEAの平均性能を強化することができる。しかし、重要度によって差異に順位付けしなくとも、MEA は現在状態と目標状態の差異を解消することに注目した探索ヒューリスティックによって性能強化できる。

## 手段目標分析を利用したAIシステム
問題解決戦略として MEA 技法を最初に導入したのは、1963年、アレン・ニューウェルとハーバート・サイモンによるコンピュータ問題解決プログラム General Problem Solver (GPS) であった。その実装では、差異と行動（オペレータ）の対応付けは知識としてシステムに事前に組み込まれていた。GPS ではこの知識が table of connections と呼ばれていた。
行動とそれによる副作用が見極められれば、table of connections を使わなくてもオペレータを調べることで必要なオペレータを選択する検索が可能である。この手法の好例が STRIPS である。STRIPS は自動計画プログラムであり、差異とそれを縮小させるオペレータの相関をタスクに依存しないで行う。
Prodigy は MEA を使った別のシステムである。これは、カーネギーメロン大学の Jaime Carbonnell、Steven Minton、Craig Knoblock らによる学習支援型自動計画プロジェクトで開発された問題解決システムである。